# Investitionsprogramm Zukunft Bildung und Betreuung

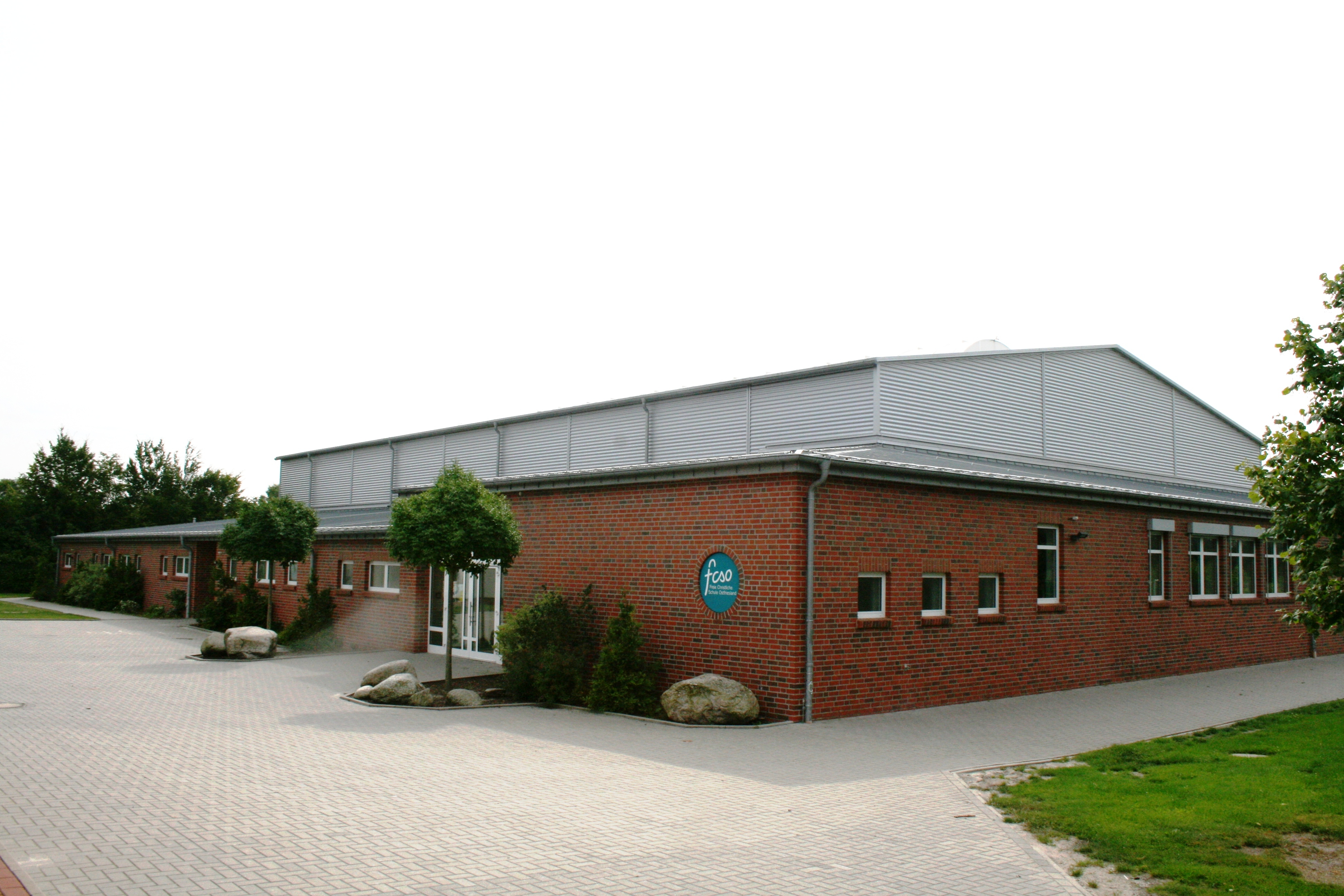
Mehrzweckhalle der Freien Christlichen Schule Ostfriesland: Die Finanzierung des Baus im Jahr 2008 erfolgte zu 90 % aus Mitteln des IZBB

Das Investitionsprogramm Zukunft Bildung und Betreuung (IZBB) wurde von der Bundesregierung unter Bundeskanzler Gerhard Schröder für die Haushaltsjahre 2003 bis 2007 aufgelegt. Mit dem IZBB sollte "die Schaffung einer modernen Infrastruktur im Ganztagsschulbereich unterstützt und der Anstoß für ein bedarfsorientiertes Angebot in allen Regionen gegeben werden." Dafür stellte die Bundesregierung insgesamt vier Milliarden Euro zur Verfügung, die sowohl für den Ausbau bestehender als auch für die Schaffung neuer Ganztagsschulen eingesetzt werden konnten. Gefördert werden sollte der Neubau, der Umbau, die Renovierung oder die Ausstattung entsprechender Schulbauten bis zum 31. Dezember 2008. Die durch die Ausweitung des schulischen Ganztagsbetriebs entstehenden zusätzlichen laufenden Kosten oder Personalkosten waren nicht Gegenstand des IZBB. Diese mussten und müssen die Schulträger aus eigener Kraft übernehmen.
Die damalige Bundesministerin für Bildung und Forschung Edelgard Bulmahn unterzeichnete am 29. April 2003 zusammen mit den Kultusministern der Länder eine entsprechende Verwaltungsvereinbarung.

## Zuweisung der Mittel
Die vier Milliarden Euro Fördermittel wurden wie folgt in den Haushaltsjahren 2003 bis 2007 bereitgestellt:
| Haushaltsjahr | bereitgestellt |
| ------------- | -------------- |
| 2003          | 300 Mio. Euro  |
| 2004          | 1 Mrd. Euro    |
| 2005          | 1 Mrd. Euro    |
| 2006          | 1 Mrd. Euro    |
| 2007          | 700 Mio. Euro  |

Den einzelnen Bundesländern wurden gemäß ihrem Anteil an der Gesamtheit aller Schüler im Bundesgebiet genaue Anteile an den Finanzhilfen des IZBB zugewiesen. Bemessungsgrundlage waren die Schülerzahlen in der Primarstufe und in der Sekundarstufe I im Schuljahr 2000/2001.
Es ergab sich folgende Aufteilung der Fördermittel auf die Bundesländer:
| Bundesland             | IZBB-Mittel im gesamten Förderzeitraum |
| ---------------------- | -------------------------------------- |
| Baden-Württemberg      | 528.310.372 Euro                       |
| Bayern                 | 595.541.888 Euro                       |
| Berlin                 | 147.186.407 Euro                       |
| Bremen                 | 28.282.101 Euro                        |
| Hamburg                | 66.780.069 Euro                        |
| Hessen                 | 278.321.439 Euro                       |
| Niedersachsen          | 394.617.429 Euro                       |
| Nordrhein-Westfalen    | 913.967.660 Euro                       |
| Rheinland-Pfalz        | 198.440.621 Euro                       |
| Schleswig-Holstein     | 135.041.588 Euro                       |
| Saarland               | 49.036.422 Euro                        |
| Brandenburg            | 130.054.625 Euro                       |
| Mecklenburg-Vorpommern | 93.754.287 Euro                        |
| Sachsen                | 200.343.276 Euro                       |
| Sachsen-Anhalt         | 125.874.570 Euro                       |
| Thüringen              | 114.447.246 Euro                       |

Auch um den Abruf der Mittel zu erleichtern, definierte die Kultusministerkonferenz 2003 den Begriff Ganztagsschule neu.
Als Ganztagsschulen gelten seither in Deutschland Schulen, „bei denen im Primar- und Sekundarbereich I
- über den vormittäglichen Unterricht hinaus an mindestens drei Tagen in der Woche ein ganztägiges Angebot für die Schülerinnen und Schüler bereitgestellt wird, das täglich mindestens sieben Zeitstunden umfasst,
- an allen Tagen des Ganztagsbetriebs den teilnehmenden Schülerinnen und Schülern ein Mittagessen bereitgestellt wird,
- die nachmittäglichen Angebote unter der Aufsicht und Verantwortung der Schulleitung organisiert, in enger Kooperation mit der Schulleitung durchgeführt werden und in einem konzeptionellen Zusammenhang mit dem vormittäglichen Unterricht stehen.“[5]

Diese sehr weite Auslegung des Begriffs wurde von den Kultusministerien der Länder in die Richtlinien eingearbeitet, mit denen sie die Modalitäten für die Verwendung der IZBB-Mittel festlegten. So konnten zum Beispiel in Niedersachsen nicht nur Ganztagsschulen im eigentlichen Sinne des Schulgesetzes in den Genuss der Förderung kommen. Diese mussten bis 2004 an mindestens vier Tagen pro Schulwoche ein Ganztagsangebot vorhalten; der Unterrichtstag dauerte dann in der Regel acht Zeitstunden. Die Teilnahme an zwei Nachmittagsangeboten war für alle Schüler einer Ganztagsschule im Jahr 2003 noch verpflichtend. Ganztagsschulen hatten auch ein abgestimmtes pädagogisches Konzept vorzulegen, nach dem zum Beispiel der Tagesablauf für die Schüler nach pädagogischen Gesichtspunkten rhythmisiert war.
Der niedersächsischen Gewährungs-Richtlinie von 2003 zufolge konnten stattdessen auch „Schulen mit ganztägigen Angeboten, die die von der Kultusministerkonferenz [...] beschlossenen Kriterien erfüllen“, eine IZBB-Förderung bekommen. Das Land Niedersachsen, so wie viele andere Bundesländer auch, ermöglichte es somit sich selbst, IZBB-Gelder zu verteilen, ohne für neu bewilligte Ganztags-Projekte zusätzliche Lehrerstunden einsetzen zu müssen.
Die Mittel aus dem Förderprogramm wurden innerhalb der Länder in der Regel nach dem Windhundprinzip vergeben: Die Bearbeitung und Genehmigung erfolgte nach Antragseingang. Wenn das Jahresbudget ausgeschöpft war, wurden die als letztes gestellten Anträge der Schulträger ins Folgejahr verschoben oder nicht mehr berücksichtigt. Gefördert wurden in der Regel 90 % der Aufwendungen, die Schulträger für die einmalige Schaffung oder Erweiterung einer Ganztags-Infrastruktur benötigten.

## Geförderte Schulen
Insgesamt bauten Schulträger in ganz Deutschland mit Hilfe des Förderprogramms 7.192 Schulen aus, die sich wie folgt auf die Bundesländer verteilen:
| Bundesland             | geförderte Schulen |
| ---------------------- | ------------------ |
| Baden-Württemberg      | 521                |
| Bayern                 | 897                |
| Berlin                 | 378                |
| Bremen                 | 35                 |
| Hamburg                | 134                |
| Hessen                 | 333                |
| Niedersachsen          | 336                |
| Nordrhein-Westfalen    | 2.852              |
| Rheinland-Pfalz        | 370                |
| Schleswig-Holstein     | 214                |
| Saarland               | 236                |
| Brandenburg            | 346                |
| Mecklenburg-Vorpommern | 177                |
| Sachsen                | 148                |
| Sachsen-Anhalt         | 68                 |
| Thüringen              | 151                |

Folgende Anteile an den IZBB-Mitteln kamen den verschiedenen Schultypen zugute:
| geförderte Schultypen  | Anteil an der Förderung |
| ---------------------- | ----------------------- |
| Grundschule            | 52 %                    |
| Hauptschule            | 11 %                    |
| Gymnasium              | 11 %                    |
| Sonderschule           | 8 %                     |
| Mehrerer Bildungsgänge | 6 %                     |
| Realschule             | 4 %                     |
| Gesamtschule           | 5 %                     |
| Waldorfschule          | 1 %                     |
| Sonstige               | 2 %                     |

## Verlängerung des Bewilligungszeitraums
Die Fördermittel des IZBB wurden anfangs nur zögerlich abgerufen. So waren am 22. Juni 2007 von den Schulträgern erst 56 % der Gelder in Anspruch genommen worden. Daher wurde bereits im Koalitionsvertrag der Großen Koalition (2005 bis 2009) vom 11. November 2005 in einer Ergänzenden Information zum IZBB der Förderzeitraum um ein Jahr verlängert: Die Mittel blieben nun bis zum 31. Dezember 2009 abrufbar.
In den Jahren nach der Föderalismusreform von 2006 waren dem Bund weitere Investitionsanreize im schulischen Bereich nicht mehr möglich.